# Ceresole Reale
Ceresole Reale (Ceresòle in piemontese, Cérisoles in francese) è un comune italiano di 151 abitanti della città metropolitana di Torino situato in alta Valle Orco, nel Canavese in Piemonte.

## Geografia fisica
Ceresole Reale occupa l'alta Valle Orco, incuneata tra il Massiccio del Gran Paradiso e le Levanne. I suoi centri abitati sono posti tutti al di sopra dei 1 500 metri e il dislivello rispetto agli altri paesi della valle è segnato dalla ripida Erta delle Scalee, che nel secolo scorso si percorreva a piedi. Il paese è limitrofo al lago di Ceresole. È raggiunto da Torino dalla Strada Statale 460. Oltre l'abitato la Strada Provinciale 50 del Nivolet costituisce l'unica strada asfaltata con cui è possibile raggiungere il Colle del Nivolet, passando per i laghi artificiali Serrù e Agnel. Raggiunge la massima altezza con la Levanna Centrale a quota 3 619 m s.l.m.
Nel territorio comunale è ubicata la stazione meteorologica di Ceresole Reale.

## Origini del nome
Insieme a Venaria Reale è l'unico comune italiano a poter fregiarsi del titolo Reale. Il nome Ceresole probabilmente si riferisce alla presenza in zona, anticamente, di una foresta di ceresiolae, ossia piccole ciliegie. Gran parte del territorio comunale rientra nei confini del Parco Nazionale del Gran Paradiso.

## Storia
Il paese è di probabile origine celtica e conserva alcune tracce della dominazione romana; infatti nei corridoi sotterranei delle miniere di Bellagarda e Cuccagna sono presenti alcune iscrizioni latine. In merito la tradizione locale dice che l'Impero romano condannava i cristiani ai pesanti e rischiosi lavori di estrazione. Dalle antiche vittime delle miniere trae anche origine il culto di san Meinerio, simbolo di tutti i martiri della fede.
Le prime notizie accreditate riguardo a Ceresole risalgono attorno all'anno mille, quando l'alta Valle Orco fu donata dall'imperatore Ottone III al vescovo di Vercelli.
Nel corso del secolo successivo i territori passarono alla famiglia dei Valperga, che concesse gli statuti nel 1338. L'estrema povertà e le angherie dei nobili spinsero però la popolazione a insorgere pochi anni dopo, quando nel Canavese dilagò la rivolta dei Tuchini.
La pacificazione avvenne soltanto nel 1449 e, nonostante i valligiani pagassero la somma di duemila fiorini per dipendere soltanto dalla giurisdizione dei Savoia, tornarono ben presto sotto il dominio dei Valperga. Nel 1794 gli abitanti di Ceresole respinsero i francesi repubblicani che tentavano di invadere il territorio dopo aver valicato il Colle della Galisia.
A partire dal 1862 Ceresole si fregiò del titolo di "Reale", ottenuto per concessione di Vittorio Emanuele II, al quale il Comune aveva ceduto gratuitamente il diritto di caccia a camosci e stambecchi. Nel Settecento si riteneva che gli stambecchi, oggetto di una caccia spietata a causa delle credenze riguardanti le qualità magiche e curative di molte parti del loro corpo, fossero ormai estinti in tutta Europa. Un centinaio di esemplari era invece sopravvissuto fra i dirupi del Massiccio del Gran Paradiso, entro i confini del regno sabaudo.
Fu così che, tra il 1854 e il 1864, Vittorio Emanuele istituì la Riserva Reale del Gran Paradiso, creata mediante la cessione del diritto di caccia da parte dei comuni valdostani e canavesani al sovrano, che avrebbe esercitato in esclusiva l'attività venatoria. Negli anni venne così costruita una fitta rete di mulattiere che dovevano facilitare i percorsi effettuati dal sovrano e che oggi offrono al parco e al territorio di Ceresole un'eccezionale accessibilità pedonale sino ad alta quota.
Il re formò poi un gruppo di guardie specializzate e fece tracciare una serie di sentieri che mettevano in comunicazione i vari casotti di caccia; attualmente escursionisti e guardaparco si avvalgono della medesima rete viaria, con l'intento di ammirare e proteggere la flora e la fauna alpina.

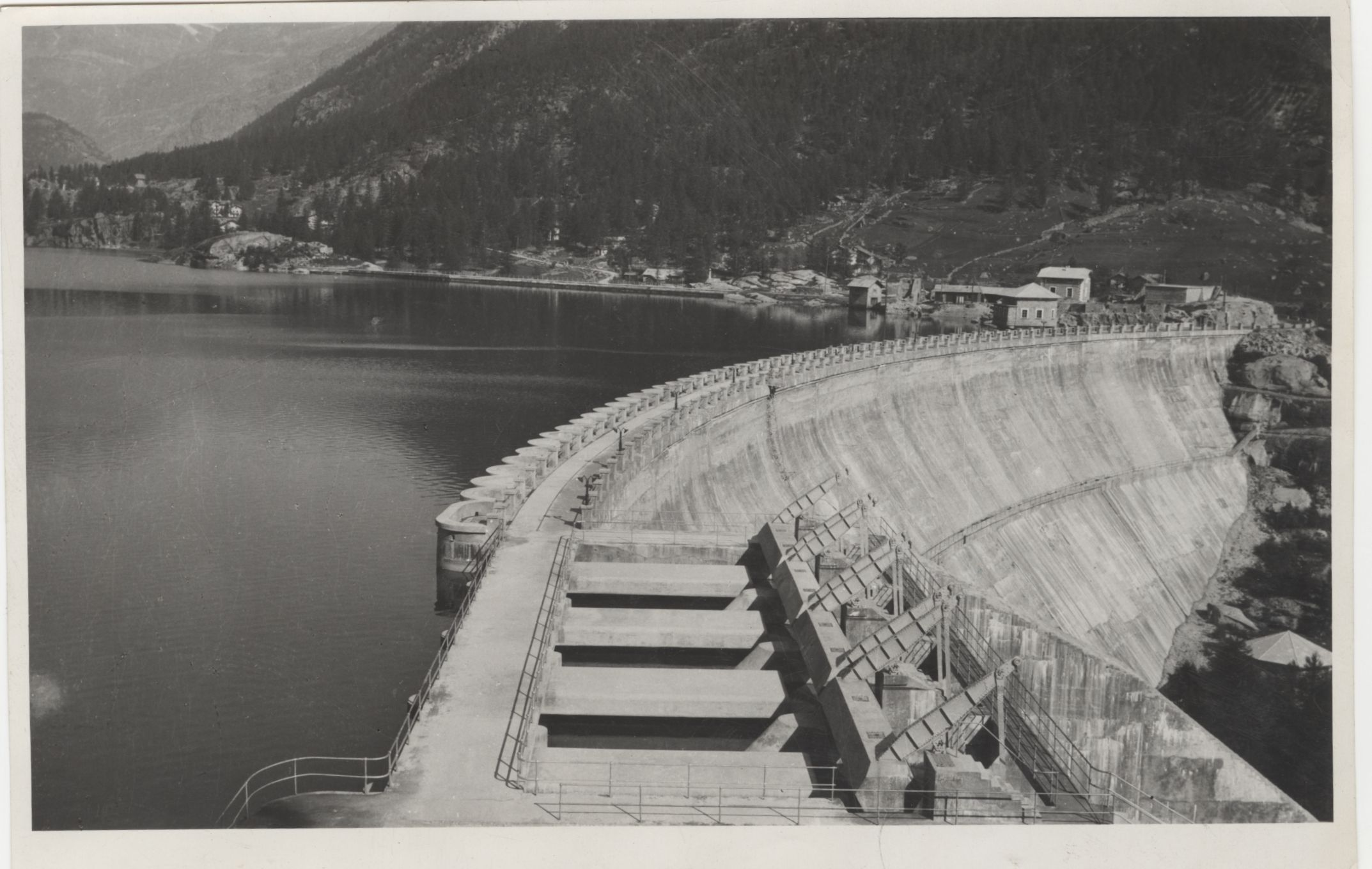
La diga di Ceresole Reale nel 1956 (Archivio storico del Touring Club Italiano)

Il 3 dicembre 1922 con un regio decreto la Riserva reale veniva donata allo Stato Italiano affinché divenisse un parco per la salvaguardia delle bellezze naturali: nasceva così il Parco nazionale del Gran Paradiso.
Una tappa fondamentale nella storia di Ceresole Reale risale agli anni compresi tra il 1925 e il 1931, nel corso dei quali fu eretta l'imponente diga dell'AEM di Torino. Secondo la tradizione locale, nella conca di Ceresole già in epoca remota esisteva un lago, ma si prosciugò a causa della rottura del diaframma di rocce che chiudeva l'imbocco delle Scalee. L'odierno bacino costituisce invece una delle principali attrattive turistiche del paese.

## Monumenti e luoghi d'interesse
Oltre agli elementi paesaggistici di notevole valore ambientale, si segnalano: 
- il Vallo Alpino dell'Alta Valle Orco
- il museo "Homo et Ibex" presso il Grand Hotel[4]
- il "Museo del Colle della Losa" presso la località Serrù[5]
- il GlacioMuseo del Serrù[6]
- la ferriera medievale[7] in località Fonti Minerali
- le storiche fonti minerali[8] dell'acqua minerale di Ceresole Reale, imbottigliata fino alla seconda guerra mondiale
- in borgata Cortevecchio la chiesa del Carmine
- in borgata Prese la chiesa dell'Angelo Custode
- in Borgata Borgiallo la cappella di San Rocco
- in borgata Villa la cappella della Madonna degli Angeli
- in borgata Chiapili la chiesa di San Lorenzo
- in località Serrù la chiesetta della Madonna della Neve
- a Pian del Nel la chiesa di Maria Ausiliatrice
- la chiesa parrocchiale di San Nicolao Vescovo[9]
- il Grand Hotel[10] dove, durante il suo soggiorno nell'estate del 1890, il poeta Giosuè Carducci compose l'ode Piemonte
- l'Hotel Levanna
- Villa Peyron e il Villino Chiesa progettati dall'architetto torinese Carlo Ceppi

## Società

### Evoluzione demografica
Abitanti censiti

La notevole vastità del territorio comunale, combinata con un ridotto numero di abitanti residenti, rende Ceresole Reale uno dei comuni meno densamente abitati in Italia.

### Lingue e dialetti
Ceresole Reale fa parte dell'area linguistica francoprovenzale (o arpitana).

## Cultura

### Scuola
Nel paese vi è la scuola elementare più piccola d'Italia: due allievi e una maestra nell'anno scolastico 2021-2022; questo record è stato celebrato sul palco del Festival di Sanremo 2016.

## Economia

### Turismo
Lo stretto legame tra l'Ente Parco Gran Paradiso e i comuni a esso attigui ha permesso a Ceresole Reale di diventare un punto di riferimento in tema di turismo sostenibile e mobilità dolce. A conferma di questa attenzione verso l'ambiente, Ceresole Reale è stato aggiunto alla ristretta rosa di comuni facenti parte del consorzio delle Perle delle Alpi.
Tra le iniziative più significative si segnala il progetto "A piedi tra le nuvole" con cui il parco, in collaborazione con i comuni di Ceresole Reale e Valsavaranche, ogni anno va a regolamentare il traffico in quota d'estate, limitando l'utilizzo di mezzi privati per raggiungere il Colle del Nivolet.

## Amministrazione

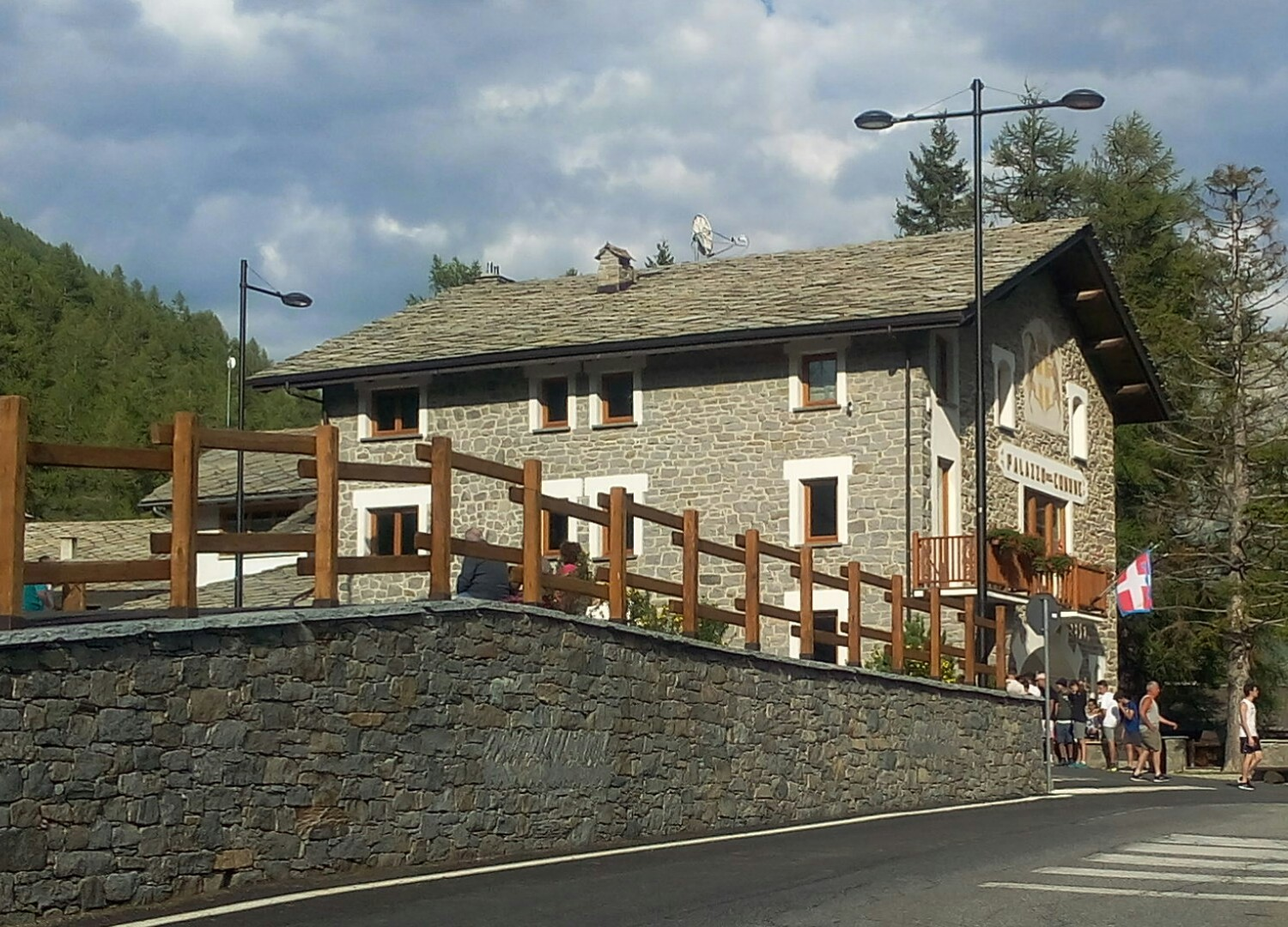
Il municipio

Di seguito è presentata una tabella relativa alle amministrazioni che si sono succedute in questo comune.
| Periodo        | Periodo        | Primo cittadino     | Partito                               | Carica  | Note   |
| -------------- | -------------- | ------------------- | ------------------------------------- | ------- | ------ |
| 12 giugno 1985 | 21 maggio 1990 | Pietro Blanchetti   | lista civica                          | Sindaco | [ 15 ] |
| 21 maggio 1990 | 24 aprile 1995 | Donato Circio       | lista civica                          | Sindaco | [ 15 ] |
| 24 aprile 1995 | 14 giugno 1999 | Pietro Blanchetti   | -                                     | Sindaco | [ 15 ] |
| 14 giugno 1999 | 14 giugno 2004 | Pietro Blanchetti   | lista civica                          | Sindaco | [ 15 ] |
| 14 giugno 2004 | 8 giugno 2009  | Renzo Bruno Mattiet | lista civica                          | Sindaco | [ 15 ] |
| 8 giugno 2009  | 26 maggio 2014 | Renzo Bruno Mattiet | lista civica                          | Sindaco | [ 15 ] |
| 26 maggio 2014 | 27 maggio 2019 | Andrea Basolo       | lista civica Ceresole Reale nel cuore | Sindaco | [ 15 ] |
| 27 maggio 2019 | in carica      | Alex Gioannini      | lista civica Per Ceresole Reale       | Sindaco | [ 15 ] |

### Altre informazioni amministrative
Il comune ha fatto parte della Comunità Montana Valli Orco e Soana. A partire dal 1º gennaio 2021 è entrato a far parte dell'Unione montana Gran Paradiso

## Sport
Il territorio offre una notevole varietà di attività sportive praticabili. Durante la stagione estiva, grazie alla strada asfaltata del Colle del Nivolet che permette di raggiungere i 2 612 m s.l.m., Ceresole Reale è frequentata da numerosi ciclisti.
Ceresole Reale ha inoltre ospitato l'arrivo della tredicesima tappa del Giro d'Italia 2019 e della nona tappa del Giro Donne 2011.
Ceresole Reale è un importante sito d'arrampicata a livello sia italiano sia europeo.

## Galleria d'immagini

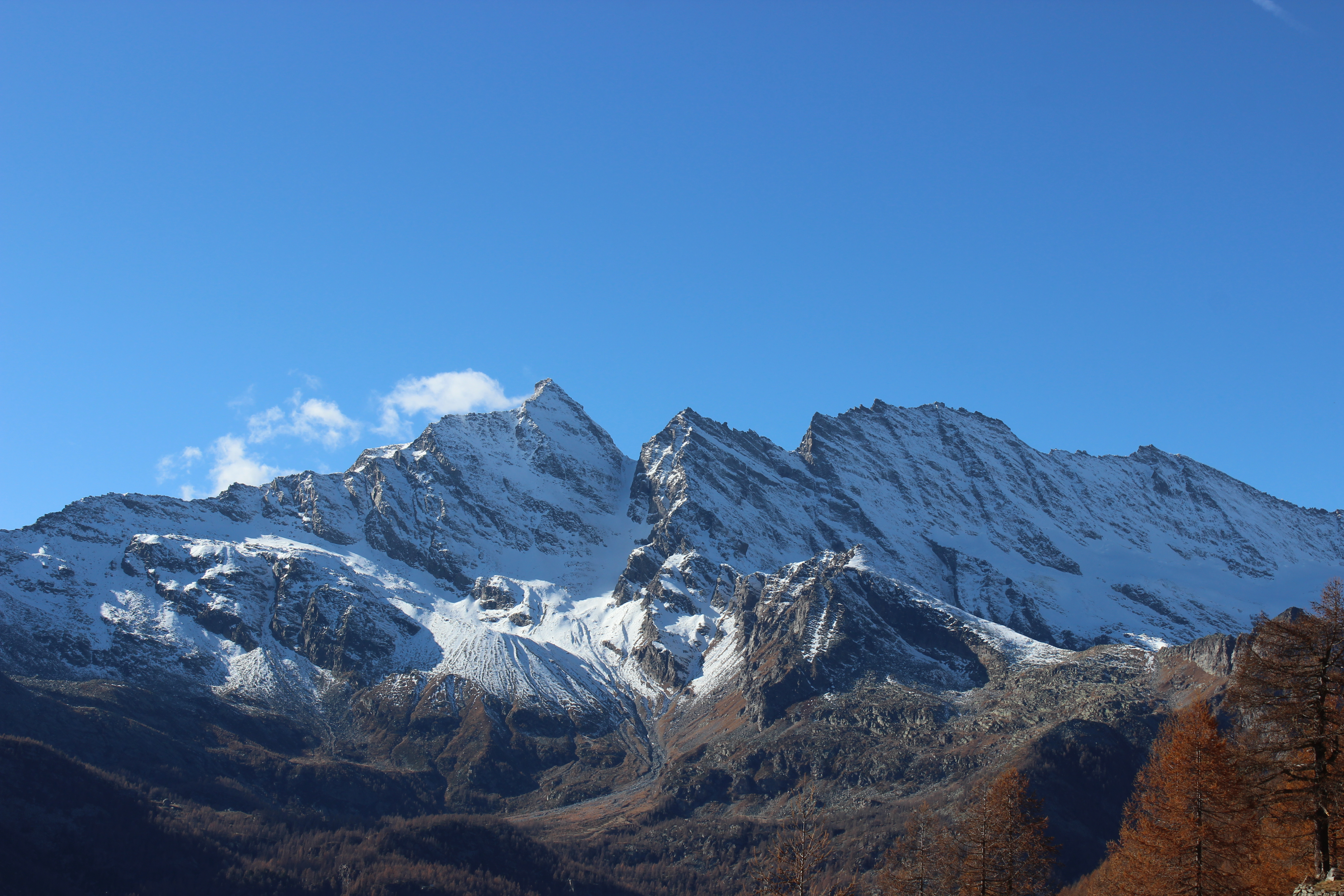
Le tre Levanne (3 619 m s.l.m.)
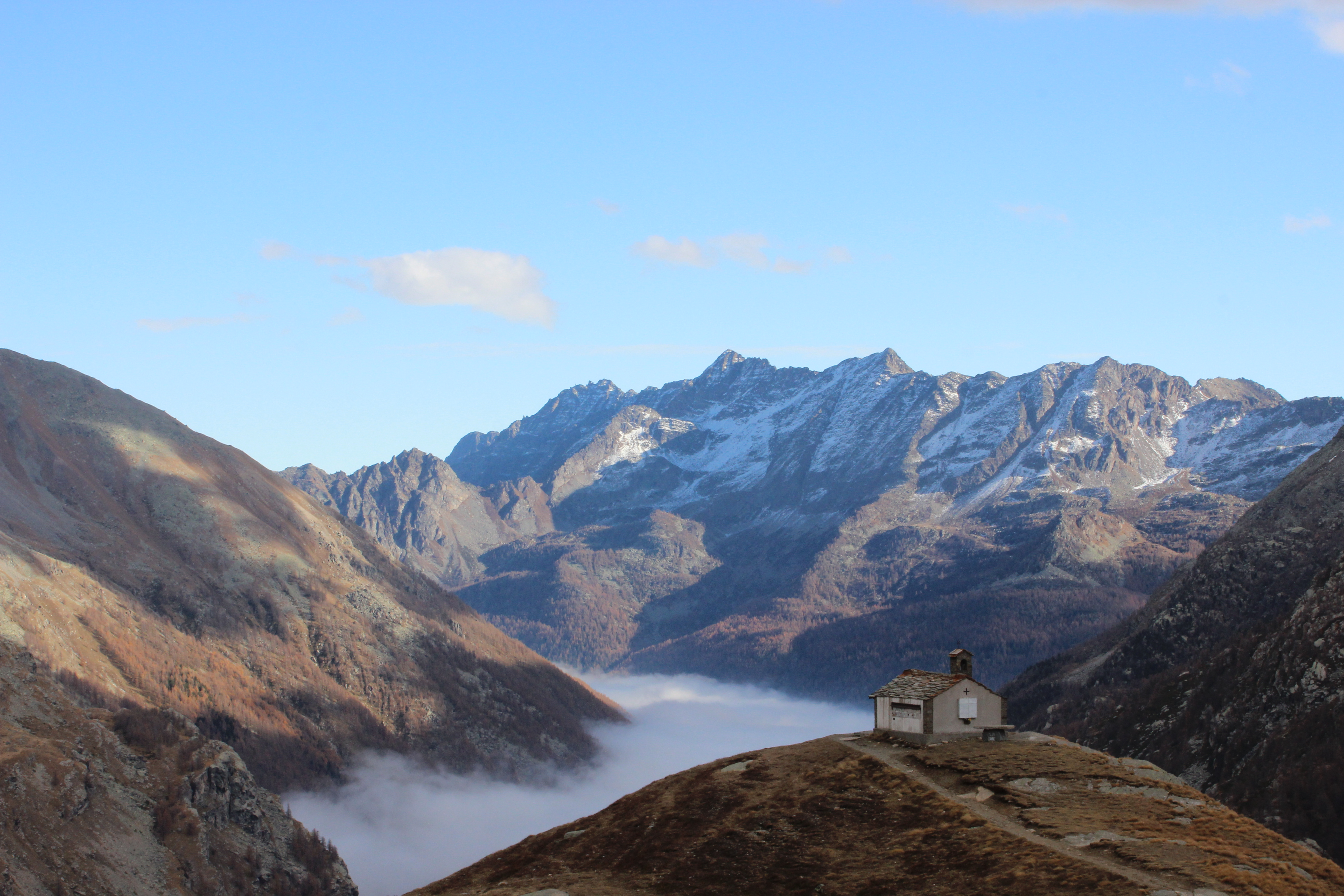
La valle di Ceresole e la chiesetta della Madonna della Neve
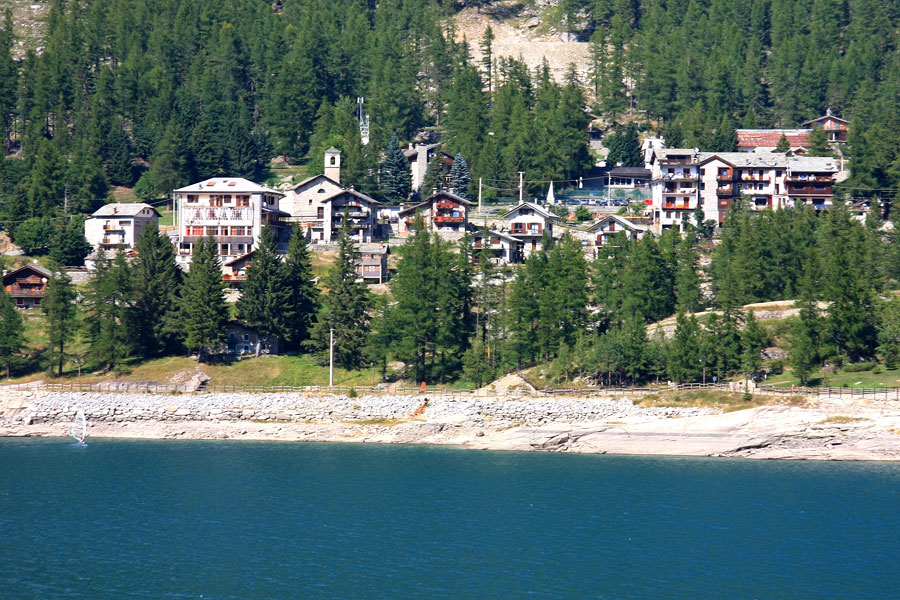
Il paese in estate